# 康崇保
康崇保，五代十国南汉将领。
乾和年间康崇保为步军将领。乾和九年（951年），南唐灭马楚，将马氏王族迁到金陵，康崇保跟随謝貫攻打湖南郴州。当时听说南汉发兵，南唐武安节度使边镐率军至义章，康崇保、潘崇彻分兵为两翼击败唐军，俘获不可胜记。俘虏全都斩去一臂再放走。